# Manhattan Merry-Go-Round
Manhattan Merry-Go-Round (bra: Astros em Folia ou Astros e Folia) é um filme norte-americano de 1937, do gênero comédia musical, dirigido por Charles F. Riesner e estrelado por Phil Regan e Leo Carrillo.

## A produção
Dos quatro musicais lançados pela Republic Pictures em 1937, Manhattan Merry-Go-Round foi o último a estrear. Foi também o mais notável, pois despertou as atenções da Academia, que lhe destinou uma indicação ao Oscar.
A trilha sonora, bastante heterogênea, mostra nove canções, escritas por diversos compositores, entre eles Sammy Cahn, Cab Calloway e Gene Autry. Várias dessas canções são reprisadas com intérpretes diferentes, como Have You Ever Been to Heaven, interpretada inicialmente por um coro nos créditos de abertura, depois cantada por Joe DiMaggio e, por fim, interpretada por Phil Regan e coro, com a banda de Gene Autry no acompanhamento musical.
Apesar de um roteiro até certo ponto forte, se comparado a outros filmes do gênero, a produção se distingue pelos convidados, em muitos casos inesperados, como o jogador de beisebol Joe DiMaggio e a escritora, compositora e atriz Kay Thompson (raramente vista nas telas).

## Sinopse
O gângster Tono Gordoni deseja apossar-se de uma gravadora e, no intuito de alcançar esse objetivo, usa métodos violentos para coagir os recalcitrantes.

## Principais premiações
| Prêmio | Categoria              | Situação |
| ------ | ---------------------- | -------- |
| Oscar  | Melhor Direção de Arte | Indicado |

## Elenco
| Ator/Atriz      | Personagem         |
| --------------- | ------------------ |
| Phil Regan      | Jerry Hart         |
| Leo Carrillo    | Tony Gordoni       |
| Ann Dvorak      | Ann Rogers         |
| Tamara Geva     | Charlizzini        |
| James Gleason   | Danny The Duck     |
| Henry Armetta   | Spadoni            |
| Luis Alberni    | Martinetti         |
| Gene Autry      | Gene Autry         |
| Kay Thompson    | Kay Thompson       |
| Cab Calloway    | Cab Calloway       |
| Smiley Burnette | Frog, acordeonista |
| Joe DiMaggio    | Joe DiMaggio       |
| Max Tehune      | Max Tehune         |